# Toaletní papír

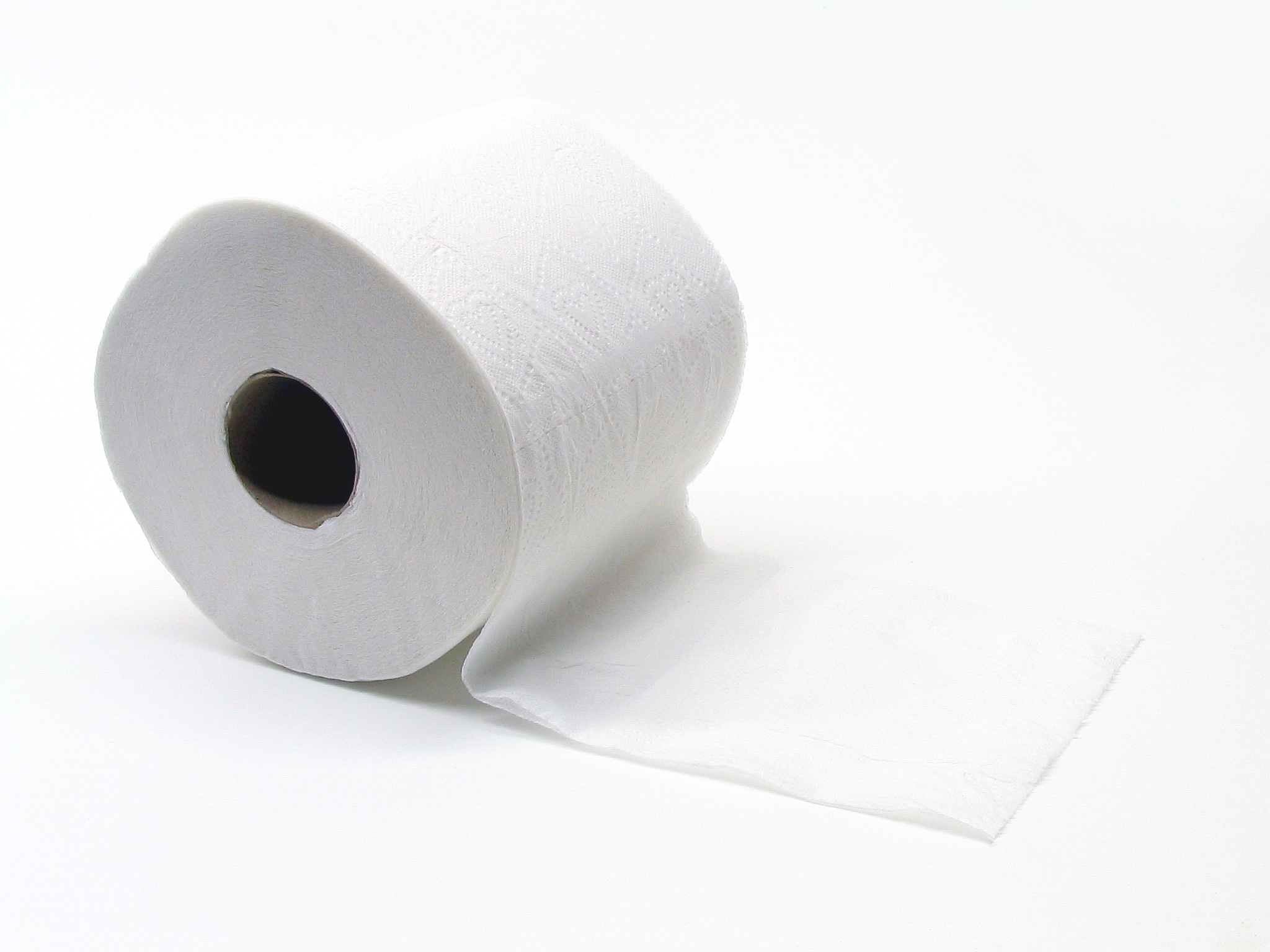
Role toaletního papíru

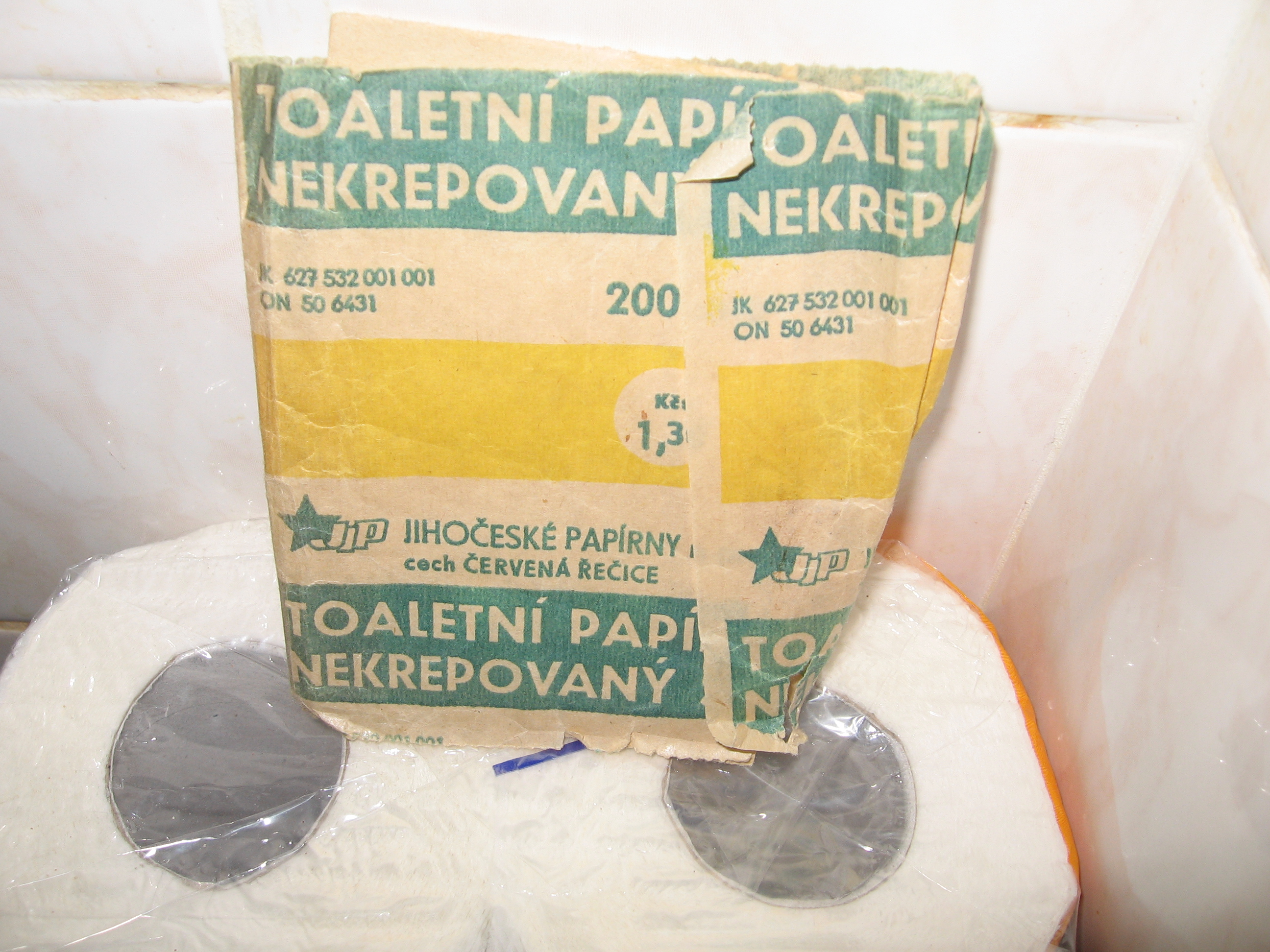
Skládaný toaletní nekrepovaný papír z dob socialismu

Toaletní papír je pletivový[ujasnit][zdroj⁠?!] papírový produkt používaný pro čištění análního otvoru a jeho okolí po defekaci nebo pro čištění genitálií po močení.
Složení toaletního papíru se liší od papírových kapesníků. Toaletní papír je navržen tak, aby se po namočení rozložil a tím se předešlo ucpání kanalizačních rour. Též se rozkládá ve vyhnívací nádrži, na rozdíl od papírových kapesníků, které většina výrobců nedoporučuje do vyhnívací (septické) nádrže splachovat.
Rolička toaletního papíru zpravidla váží okolo 120 gramů. Na její výrobu je pak potřeba 1,2 kg dřeva, 140 litrů vody a přibližně 1,3 kWh elektřiny.

## Historie
Toaletní papír se v Číně vyráběl z rýžové slámy přibližně od roku 600 našeho letopočtu. Císařská dílna tohoto nejlevnějšího papíru produkovala na 750 000 listů ročně.[zdroj?]
První továrně vyrobený papír prodávaný výhradně pro toaletní použití vyráběl Joseph Gayetty v USA v roce 1857. Jméno Gayetty bylo vytištěno na každém listu.
Před tímto vynálezem bohatí lidé používali ke své očistě vlnu, krajku nebo konopí, zatímco méně bohatí používali ruku omývanou v řece, nebo se čistili různými materiály jako hadry, dřevěnými hoblinami, trávou, senem, kameny, pískem, mechem, vodou, sněhem, kukuřičnými slupkami nebo mušlemi, v závislosti na zemi a počasí nebo sociálních zvyklostech. Ve starověkém Římě se obvykle používala mycí houba. Výzkum středověkých latrín ukázal na používání různých druhů mechů.
V některých částech světa[kde?] se běžně používaly staré noviny, telefonní seznamy, reklamní brožury atd.
Na Středním východě, se obvykle používala voda. Lidé zde používají levou ruku na čištění a pravou ruku na jídlo. V některých částech[kde?] Afriky to bylo naopak a stisk pravé ruky byl považován za nevychovaný.

## Vývoj
- 7. století: vyroben první toaletní papír v Číně (pro císaře)
- 1596: vynalezena splachovací toaleta – Sir John Harington
- počátek 17. století: noviny se stávají obvyklým toaletním papírem pro svou dostupnost
- kolem roku 1710: vynalezen bidet
- 1857: Joseph Gayetty prodává první továrně vyrobený toaletní papír v USA
- 1879: Scott Paper Company prodává první toaletní papír na rolce, i když původně nevytiskne jméno firmy na balení
- 1891: 22. prosince byl toaletní papír na rolce patentován (č. 465 588). Dostupnost rolek perforovaného toaletního papíru nahradila ostrou hranu na odtrhávání papíru v dávkovači
- 1900: zlepšení kanalizace ve viktoriánské éře vedlo k širokému použití splachovacích toalet a v Evropě bidetu
- 1935: firma Northern Tissue inzeruje svůj toaletní papír jako „bez třísek“
- 1942: vyroben první dvouvrstvý toaletní papír firmou St. Andrew's Paper Mill v Anglii, toaletní papír se stal jemnějším a více ohebným
- 1969: výroba prvního toaletního papíru v SSSR v papírenském kombinátu v Leningradské oblasti
- 1980: vynalezena bezpapírová toaleta v Japonsku (kombinace toalety, bidetu a sušáku – Japonská toaleta)
- od roku 1990: papíry obsahující složky jako aloe se velmi propagují v USA
- po roce 1990: firma Andrex (Velká Británie) prodává první vlhké toaletní papíry (podobně jako vlhké kapesníky nebo dětské kapesníky)

## Moderní toaletní papír

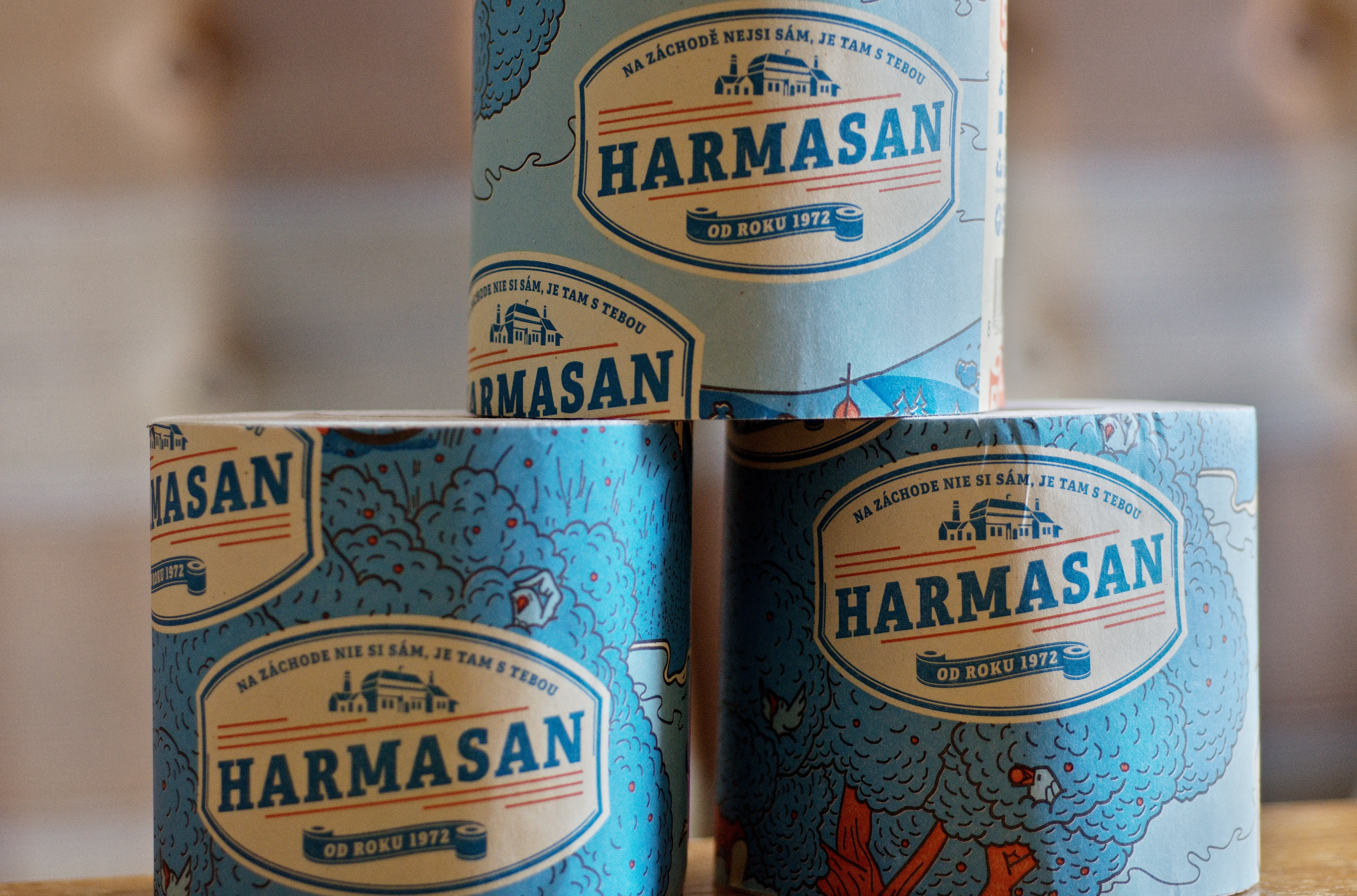
Harmasan – klasika mezi československými toaletními papíry. Vyrábí se dodnes v Harmaneckých papírnách na Slovensku.

Mezi výhody toaletního papíru patří snadná použitelnost, absorpční schopnost, dostupnost u toalet a možnost jej spláchnout ve většině zemí, kde je toaletní papír běžný. V oblastech, kde jsou rozšířenější vyhnívací nádrže, a ve většině rozvojových zemí je použitý toaletní papír obvykle umístěn do odpadové nádoby vedle toalety, protože kanalizace nebo septický (vyhnívací) systém nedokáže toaletní papír zpracovat.
Toaletní papír je dostupný v mnoha typech, barevných variantách, dekoracích a strukturách, aby vyhověl individuálním preferencím. Toaletní papír je typicky vyroben z recyklovaného papíru. Z hlediska ochrany přírody by toaletní papír neměl být bělen, což by pomohlo snížit spotřebu dřeva a zamoření vod.
Dvouvrstvý či vícevrstvý toaletní papír je standardem v mnoha zemích, i když jednovrstvý je často dostupný a je propagován jako levnější. Toaletní papír, zvláště když je propagován jako „luxusní“, může být vatován nebo vlnkován (ražen), navoněn, obarven nebo vzorkován, napuštěn léčivy (s antibakteriálními chemikáliemi) nebo s aloe atd. Ženám, které jsou náchylné k vaginální infekci, se doporučuje používat bílý neparfémovaný toaletní papír.
Vlhký toaletní papír byl uveden firmou Kimberly-Clark ve Velké Británii (Andrex) po roce 1990 a v USA v roce 2001 (jde o země, kde jsou bidety vzácné). Vlhký papír je navržen pro lepší čištění po defekaci než suchý toaletní papír a může být užitečný pro ženy během menstruace.
V Československu byl v dobách socialismu (plánované ekonomiky) často nedostatek toaletního papíru. V dubnu 1988 po požáru Harmaneckých papíren byl nedostatek toaletního papíru velkým problémem.